# Трестна
Трестна (карел.  Tresna) — село в Максатихинском районе Тверской области, входит в состав Зареченского сельского поселения.

## География
Расположено в 34 км к юго-востоку от районного центра Максатиха, на автодороге «Рамешки — Максатиха» (от Рамешек — 23 км).
Село стоит на реке Тихвинке. К востоку от села — большой пруд.

## История
В 1859 году в списке населенных мест Тверской губернии числятся карельская владельческая деревня Трестна (24 двора, 247 жителей) и погост Михайловское (Трестна) с церковью (5 дворов, 33 жителя). В конце XIX-начале XX века уже село Трестна — центр прихода (в приходе 15 деревень, 467 дворов, 3456 жителей, все карелы) и Трестенской волости (29 деревень, 3 села, 6152 жетеля в 1887 г.) Бежецкого уезда Тверской губернии. В 1887 году в селе 69 дворов, 328 жителей, земская школа (основана в 1875 году), постоялый двор, 2 кузницы, трактир, чайная и 3 мелочных лавки. В 1918 — 25 годах Трестна — центр одноименной волости и сельсовета Бежецкого уезда. В 1919 году — 86 дворов, 379 жителей.
В 1996 году — 104 хозяйства, 292 жителя.
До 2014 года — административный центр упразднённого Трестенского сельского поселения.

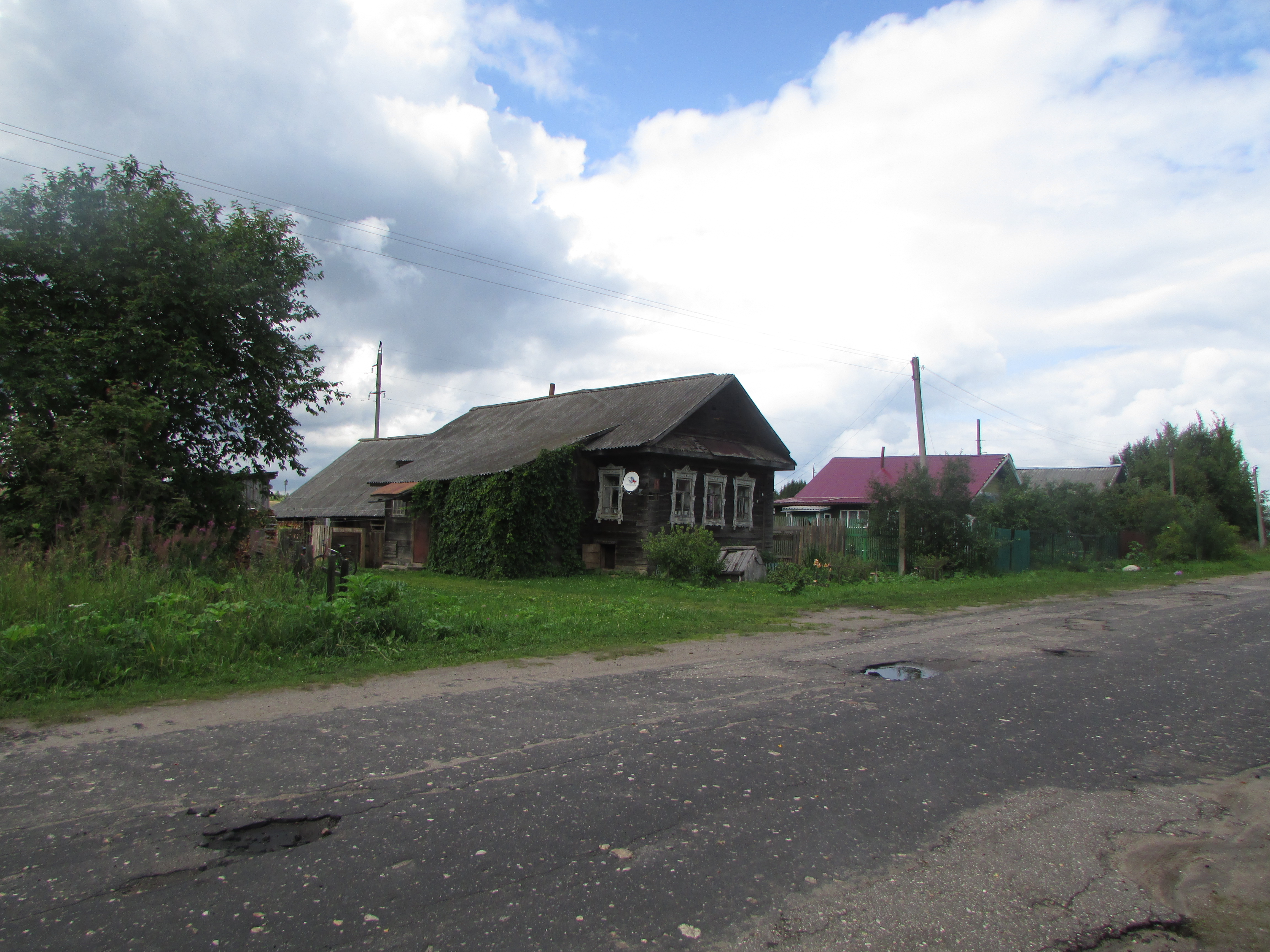

## Население
| 1859 | 1887 | 1919 | 1997 | 2002 | 2010 |
| ---- | ---- | ---- | ---- | ---- | ---- |
| 247  | ↗328 | ↗379 | ↘292 | ↘242 | ↘182 |

Население по переписи 2002 года — 242 человека, 124 мужчины, 118 женщин.
Большинство старожилов по происхождению — тверские карелы.

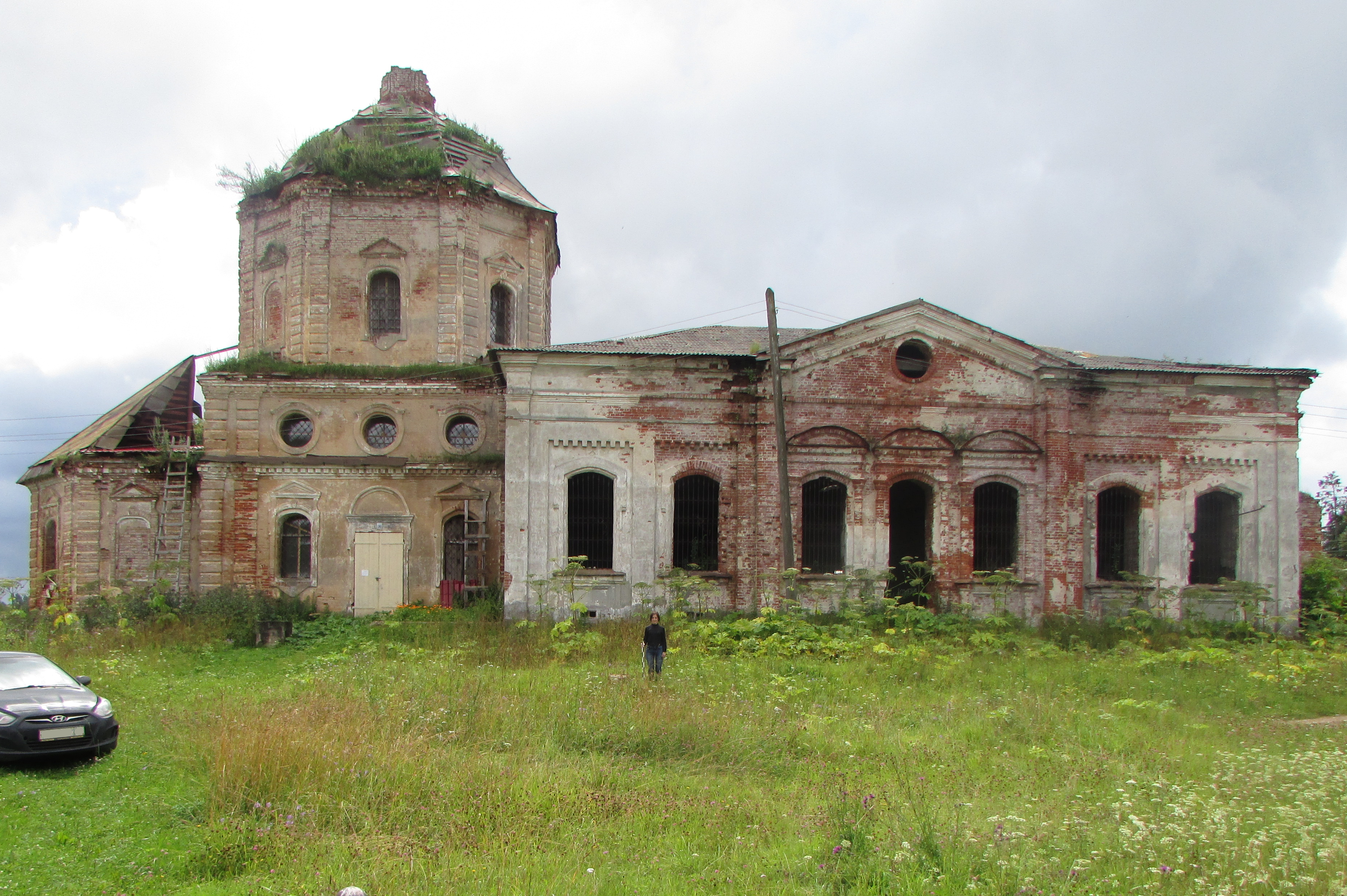

## Инфраструктура
- Администрация сельского поселения .
- ТОО «Заря»
- МОУ Трестенская средняя общеобразовательная школа.
- Отделение почтовой связи .
- Трестенский ФАП
- ГУЗ Трестенская туберкулезная больница (находится в 3 км к югу от села)

## Достопримечательности
- Церковь иконы «Всех скорбящих радость», 1802 год[6].
- Обелиск в память односельчанам, погибшим во время Великой Отечественной войны